# Milenko Sebić
Milenko Sebić (serbisch-kyrillisch Миленко Себић; * 30. Dezember 1984 in Trstenik, SFR Jugoslawien) ist ein serbischer Sportschütze.

## Erfolge
Milenko Sebić tritt bei internationalen Wettkämpfen im Luft- und Kleinkaliberschießen an. Bei Europameisterschaften gelangen ihm zahlreiche Medaillengewinne, darunter seinen ersten im Jahr 2007 in Granada, als er mit der Mannschaft im Kleinkaliber-Dreistellungskampf Dritter wurde. Im selben Jahr belegte er bei der Universiade in Bangkok im Einzel den zweiten Platz. Zwei Jahre darauf wurde er mit ihr in Osijek Europameister. In der Mannschaftskonkurrenz mit dem Luftgewehr gewann Sebić 2017 in Maribor sowie 2019 und 2021 jeweils in Osijek die Silbermedaille. Bei den Weltmeisterschaften 2014 in Granada schloss er den Mannschafts-Wettkampf im Dreistellungskampf mit dem Kleinkaliber auf Rang drei ab.
2016 nahm Sebić in Rio de Janeiro an seinen ersten Olympischen Spielen teil. Dort verpasste er in allen drei Konkurrenzen, in denen er antrat, das Finale. Im Dreistellungskampf mit dem Kleinkaliber wurde er Elfter, während er im Liegendschießen nicht über den 34. Platz hinaus kam. Mit dem Luftgewehr belegte er Rang 33. Bei den 2021 ausgetragenen Olympischen Spielen 2020 in Tokio trat Sebić erneut in drei Wettkämpfen an. Im Dreistellungskampf mit dem Kleinkaliber gelang ihm als Vierter der Qualifikation erstmals der Einzug in ein olympisches Finale. Dort hielt er sich lange in der Konkurrenz, ehe er schließlich als Drittplatzierter hinter dem späteren Sieger Zhang Changhong aus China sowie dem Russen Sergei Kamenski ausschied und damit die Bronzemedaille gewann. Mit dem Luftgewehr belegte er als 31. einmal mehr die hinteren Ränge und schied auch zusammen mit Sanja Vukašinović in der Mixedkonkurrenz mit dem Luftgewehr vorzeitig aus. Die beiden schlossen den Wettkampf als 29. und damit Letzte ab.